# Mount Pleasant (Pennsylvanie)
Pour les articles homonymes, voir Mount Pleasant.
Mount Pleasant est un borough situé au sud du comté de Westmoreland, en Pennsylvanie, aux États-Unis,. En 2010, il comptait une population de 4 454 habitants, estimée au 1er juillet 2020 à 4 255 habitants. Le borough est fondé en 1797 et incorporé le 7 février 1828.

## Démographie
Lors du recensement de 2010, le borough comptait une population de 4 454 habitants. Elle est estimée, en 2020, à 4 255 habitants.